# The Pleasure and the Pain
The Pleasure and the Pain is een nummer van de Amerikaanse zanger Lenny Kravitz uit 2015. Het is de vijfde en laatste single van zijn tiende studioalbum Strut.
"The Pleasure and the Pain" gaat over het feit dat liefde niet over rozen gaat en dat een relatie zowel voor- als nadelen heeft. Het nummer haalde in België, Frankrijk en het Duitse taalgebied de hitlijsten, maar werd enkel in België en Zwitserland een klein hitje. In de Vlaamse Ultratop 50 haalde het de 40e positie.